# Anfahrsicht
Die Anfahrsicht ist die Sichtweite, die der Fahrzeugführer benötigt, um aus dem Stand und dem vorgeschriebenen Abstand sicher in eine übergeordnete Straße einfahren zu können. Die Anfahrsicht ist im Straßen- und Wegebau eine nachzuweisende Größe. Grundlegende Regelwerke sind die RASt für innerörtliche Straßen und die RAL für außerörtliche Straßen. 
Die Anfahrsicht beträgt zwischen 30 m (innerorts, vzul = 30 km/h) und 200 m (außerorts, vzul = 100 km/h).
Wenn die nötige Anfahrsicht durch den baulichen Straßenverlauf nicht gesichert ist, kann dies mit regulierenden Maßnahmen wie Geschwindigkeitsbeschränkungen, Haltverboten, oder dem Einbau von Lichtzeichenanlagen oder Spiegeln erreicht werden.